# Cantharus

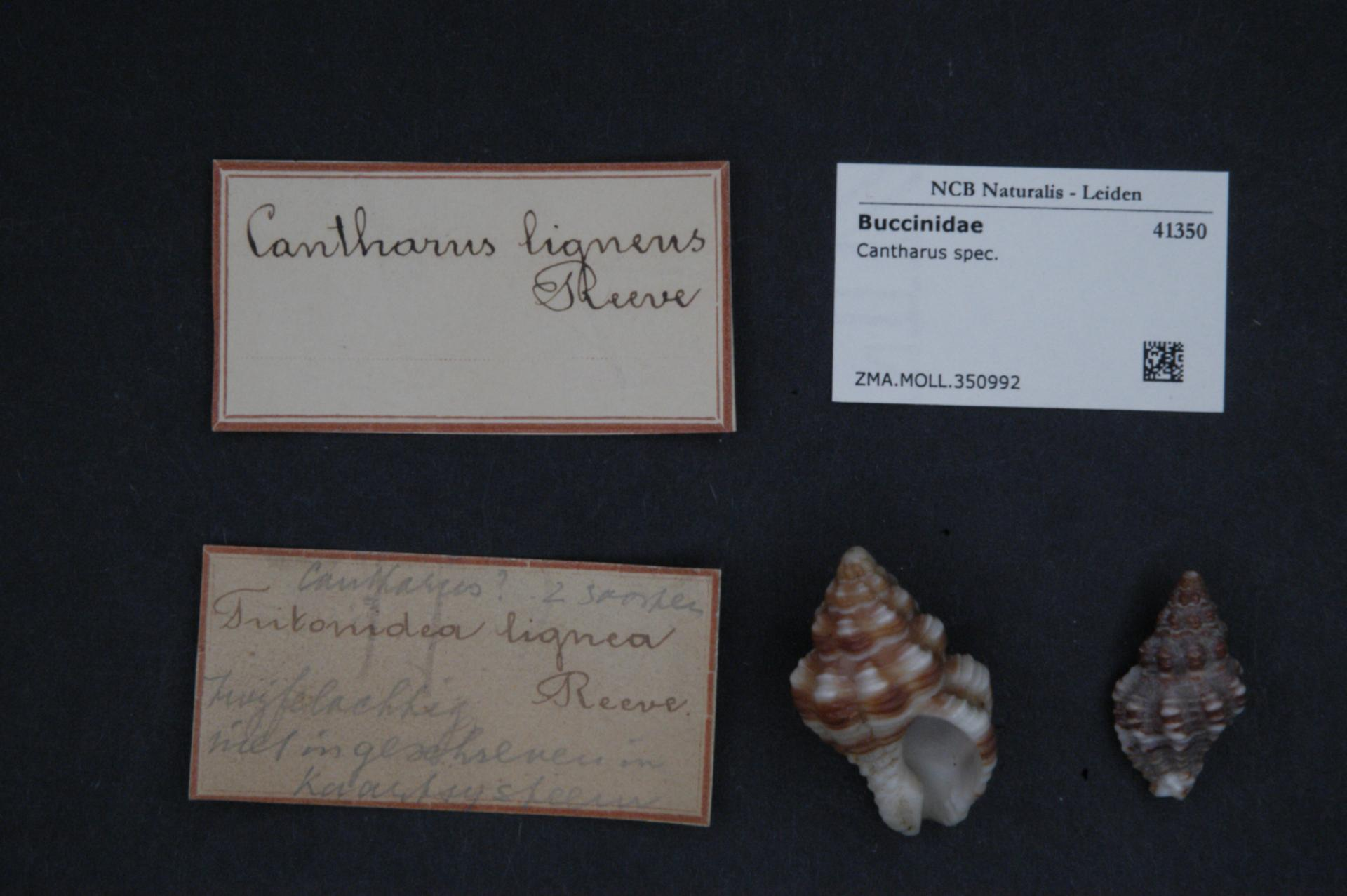
Espécimen de Cantharus en el Centro de Biodiversidad Naturalis

Cantharus es un género de foraminífero bentónico de estatus incierto y homónimo posterior de Cantharus Fabricius, 1803, aunque considerado un sinónimo posterior de Polymorphina de la subfamilia Polymorphininae, de la familia Polymorphinidae, de la superfamilia Polymorphinoidea, del suborden Lagenina y del orden Lagenida. Su especie-tipo era Cantharus calceolatus. Su rango cronoestratigráfico abarcaba el Holoceno.

## Discusión
Clasificaciones previas incluían Cantharus en la superfamilia Nodosarioidea.

## Clasificación
Cantharus incluía a la siguiente especie:
- Cantharus calceolatus